# Сторчова Олена Іванівна
Оле́на Івані́вна Сторчо́ва (* 1966) — українська легкоатлетка, бігунка на середні дистанції; чемпіонка України.

## Життєпис
Народилась 1966 року. Представляла команду Києва.
- Чемпіонат України з легкої атлетики 1992 — золото 800 метрів;
- Чемпіонат України з легкої атлетики в приміщенні 1993 — золото 800 метрів і 400 метрів;
- Чемпіонат України з легкої атлетики в приміщенні 1994 — золото 800 метрів; Чемпіонат України з легкої атлетики 1994 — золото 1500 метрів;
- Чемпіонат України з легкої атлетики в приміщенні 1996 — золото 800 метрів і 3000 метрів;

У 1993 році була шостою на дистанції 800 м на Чемпіонаті світу з легкої атлетики в приміщенні в Торонто і вибула на тій же дистанції на Чемпіонаті світу з легкої атлетики в Штутгарті в попередньому заїзді.
У 1994 році вона була шостою на дистанції 800 м на Чемпіонаті Європи з легкої атлетики в приміщенні у Парижі.